# Leipoa
Leipoa is een geslacht van vogels uit de familie grootpoothoenders (Megapodiidae).

## Soorten
Het geslacht kent de volgende soorten:
- Leipoa ocellata – Thermometervogel